# 59

59(오십구)는 58보다 크고 60보다 작은 자연수다.

## 수학
- 17번째 소수(素數)다. 앞의 소수는 53, 다음 소수는 쌍둥이 소수인 61이다.
  - 7번째 슈퍼 소수로, 59의 소수 순번인 17도 소수다. 앞의 슈퍼 소수는 41, 다음은 67이다.
  - 6번째 안전 소수(↔ 29)다. 앞의 안전 소수는 47, 다음은 83이다.
  - 베르누이 수의 분자 {\displaystyle B_{44}}를 나눌 수 있는 비정규 소수다.
- {\displaystyle 59=17+19+23}
  - 연속하는 세 소수(素數)의 합으로 나타낼 수 있으며, 이 성질을 지닌 앞의 수는 49, 다음 수는 71이다.

## 과학
- 프라세오디뮴(Pr)의 원자번호.
- NGC 59: 고래자리 방향에 있는 렌즈형은하.

## 교통
- 고속도로
  - 주간고속도로 제59호선: 루이지애나주 슬라이델(영어판)에서 조지아주 와일드우드까지 이어지는 미국의 주간고속도로.
  - 유럽 고속도로 59호선(영어판): 체코 프라하에서 크로아티아 자그레브까지 이어지는 유럽 고속도로.
  - 아우토반 59호선(영어판, 독일어판): 독일의 고속도로.

- 국도 제59호선
  - 대한민국 59번 국도: 전라남도 광양시 태인동에서 강원특별자치도 양양군 양양읍까지 이어지는 대한민국의 국도.

- 기타 도로
  - 현도 제59호선

## 군사
- U-59: 독일의 군용 잠수함. 제1차 세계 대전에 사용된 1916년제 모델(영어판)과 제2차 세계 대전에 사용된 1938년제 모델(영어판)이 있다.

## 문화유산
- 대한민국의 국보 제59호: 원주 법천사지 지광국사탑비
- 대한민국의 보물 제59호: 영주 숙수사지 당간지주
- 대한민국의 사적 제59호: 부여 청산성

## 방송
- 스카이라이프의 MBC 온 채널 번호.
- 지니 TV의 KBS N 스포츠 채널 번호.
- U+ TV의 SBS 라이프 채널 번호.
- LG헬로비전의 더 무비 채널 번호.

## 기타
- 날짜: 5월 9일
- 연도: 59년, 기원전 59년